# 崔一男
崔 一男（Choi Il Nam、チェ・イルナム、1932年12月29日 - 2023年5月28日）は、韓国の小説家。全羅北道全州市出身。

## 略歴
1932年12月29日、全羅北道全州市に生まれる。言論人としての崔は1958年から記者活動をスタートし、主に文化と出版関連記事を担当した。後に主要日刊紙文化部長と編集局長を歴任し、また言論の民主化運動にも深く関与した。事実を報道する新聞記者としての役割と虚構を作り上げる小説家としての役割は相反する性質のものだが、しかし崔は両分野で長く活動し、どちらにおいても成果を上げてきたと言える。
崔の小説は大きく二つの傾向がある。1980年以前の作品は急激な都市化と産業化の中で、都市に来て出世した田舎者の姿を描いている作品が多い。また、その田舎者は都市で成功をしたにもかかわらず、都市の発展が田舎の相対的な立ち遅れによるものだと知り、故郷に対する責任感を強く感じるようになる。崔はこのような内容を通じて産業発展の裏に隠れた姿を表現しようとした。
1980年以降、崔の小説は社会現実に対する批判意識が強い作品が多い。崔の批判意識は現実に対する鋭い攻撃というよりは社会の至るところで現れる日常的な利己主義を発見したり、権力によって疎外された無気力な個人の姿を描写する形で現れた。
2023年5月28日、病気のため死去。90歳没。

## 年譜
- 1932年12月29日、全羅北道全州市に生まれる[1]。
- 1975年、月灘文学賞受賞。
- 1981年、韓国創作文学賞受賞。
- 1986年、第10回李箱文学賞受賞。
- 1994年、仁村賞受賞。
- 1995年、偉庵張志淵賞　言論部門。
- 2012年、第61回ソウル特別市文化賞文学部門。
- 2023年、死去。

## 代表作品
- 1953年、쑥이야기(ヨモギ話)[4][5]
- 1956年、파양(罷養)
- 1966年、두여인(二人の女)
- 1967年、축축한 오후(湿っぽい午後)
- 1973年、빼앗긴 자리(奪われた席)、노란 봉투(黄色い封筒)、이런 해후(こんな邂逅)
- 1975年、서울 사람들(ソウル人々)
- 1977年、타령(打令)、흔들리는 성(揺れる城)
- 1979年、손꼽아 헤어보니(指折り数えてみたら)
- 1981年、너무 큰 나무(とても大きな木)
- 1982年、고향에 갔더란다(故郷に行きました)、거룩한 응달(神々しい陰地)
- 1983年、서울의 초상(ソウルの肖像)
- 1984年、누님의 겨울(姉の冬)、그리고 흔들리는 배(そして揺れる船)
- 1986年、장씨의 수염(張氏のひげ)
- 1987年、틈입자(隙間狙い)
- 1991年、히틀러나 진달래(ヒトラーやツツジ)
- 1994年、하얀 손(白い手)
- 1997年、만년필과 파피루스(万年筆とパピルス)
- 2000年、아주 느린 시간(とても遅い時間)
- 2004年、석류(ザクロ)